# Aeroklub Ziemi Mazowieckiej
Aeroklub Ziemi Mazowieckiej (AZM) – stowarzyszenie, regionalny oddział Aeroklubu Polskiego utworzony 21 października 1957 roku, decyzją Dyrektora Aeroklubu PRL, na mocy której regionalny płocki klub lotniczy stał się samodzielnym organem (wcześniej dział jako filia Aeroklubu Warszawskiego). Siedzibą jest Lotnisko Płock przy ul. Bielskiej w dzielnicy Płocka – Kostrogaju Rolniczym. AZM jest stowarzyszeniem kontynuującym działalność lotniczą w  Płocku sięgającą roku 1927.
W 1927 r. decyzją ówczesnego Prezydenta Miasta Płocka oraz współpracy z LOPP prace nad budową lotniska zostały rozpoczęte. Oficjalne otwarcie lotniska w Płocku miało miejsce 6 listopada 1932 roku. 
Od 1994 roku Aeroklub Mazowiecki jest niezależnym stowarzyszeniem, prowadzącym wielokierunkową działalność gospodarczą związaną z szeroko rozumianym lotnictwem.

## Sekcje specjalistyczne
- szybowcowa
- samolotowa
- modelarska
- paralotniowa
- motolotniowa

Źródło

## Sprzęt

### Samoloty
- 2 wielozadaniowe PZL-104 Wilga 35 o znakach rozpoznawczych SP-AGE, SP-AHW
- 1 wielozadaniowy PZL-101 Gawron o znakach rozpoznawczych SP-CKM (niesprawny)
- 1 wielozadaniowy PZL-104 Wilga 80 o znakach rozpoznawczych SP-EBT (niesprawny w wyniku wypadku – 29.07.2009 r.)
- 2 akrobacyjne Zlin Z-526F o znakach rozpoznawczych SP-CTB, SP-EMS
- 1 szkolny Zlin Z-42M o znakach rozpoznawczych SP-ALF (niesprawny)
- 2 szkolne Cessna 152 o znakach rozpoznawczych SP-NID, SP-KCE

### Szybowce
- 2 SZD-9 Bocian
- 4 SZD-30 Pirat
- 1 PZL KR-03 Puchatek
- 2 SZD-38 Jantar 1
- 1 SZD-50 Puchacz
- 2 SZD-51 Junior.

Źródło

## Władze stowarzyszenia

### Prezesi Zarządu
- Anatol Korszun – pierwszy prezes aeroklubu
- Włodzimierz Gaszewski – od 1987 roku
- Bogusław Strześniewski
- Jan Chrobociński
- Piotr Michałek
- Maciej Sajnog
- Jacek Poręba

### Dyrektorzy
- Andrzej Wesołowski (1982–2008)
- Sławomir Adamkowski (2008–2012)
- Jan Chrobociński (2012–2018)[6]
- Sławomir Adamkowski (2018–2019)
- Piotr Michałek (2019–2021)
- Marcin Buła (od 2021)

## Imprezy
- We wrześniu 2007 roku na lotnisku Płock odbył się piknik lotniczy z okazji 50-lecia Aeroklub Ziemi Mazowieckiej i 70-lecia lotniska.
- 21 czerwca 2008 roku aeroklub był organizatorem 2. Pikniku Lotniczego, w którym udział wzięła m.in. Grupa Akrobacyjna Żelazny, szybowiec akrobacyjny Fox, samolot akrobacyjny Extra 300 z Aeroklubu Radomskiego. Na piknik przyleciało także 5 samolotów z Krajowego Towarzystwa Lotniczego AOPA. Imprezę odwiedziło ponad 10 000 gości[7].
- 20 czerwca 2009 roku aeroklub był organizatorem 3. Pikniku Lotniczego. Przez lotnisko przewinęło się do 30 tysięcy osób[8].
- 1-2 czerwca 2013 roku aeroklub był organizatorem 6. Płockiego Pikniku Lotniczego nad Wisłą[9].
- 8 lipca 2018 Dzień Otwarty AZM. Impreza miała na celu przybliżenie mieszkańcom Płocka lotniska przy Bielskiej.
- 12 sierpnia 2018 Zlot Samolotowy. Do Płocka z całej Polski przyleciały 63 załogi. Tego dnia przez Płockie lotnisko przewinęło się kilka tysięcy osób. Impreza zapoczątkowała rozmowy z miastem odnośnie do powrotu do Płocka Pikniku Lotniczego nad Tumskie wzgórze.